# Kidnap (groupe)
Pour les articles homonymes, voir Kidnap.
Kidnap est un groupe de punk rock français, originaire de Blois, dans le Loir-et-Cher.

## Biographie
Le groupe est initialement formé en 1977 sous le nom d'Acier, qui sera abandonné l'année suivante, en 1978, au profit de Radiation. Les membres de l'époque sont Hugues (chant), Chicol (guitare), Mireille (basse) et Aldo (batterie), âgés d'une quinzaine d'années. Ils attaquent très vite les reprises des groupes du moment comme les Sex Pistols, les Heartbreakers et The Clash. Les samedis soirs dans un grenier qui sert de local, et qui se transforme très vite en un repère où l'on vient pour boire et s'amuser. Mireille est remplacée par Fabrice, et le groupe donne ses premiers concerts. En 1979, Hugues part à l'armée, et est remplacé provisoirement, puis définitivement, par Fredo, un habitué du lieu. La formation est désormais consolidée, et le groupe, désormais rebaptisé Kidnap, peut enfin se consacrer à son parcours.
En 1981, ils font la rencontre avec le groupe orléanais Reich Orgasm, et de leurs amis (qui formeront Komintern Sect), début d'une amitié entre les groupes qui aboutira l'année suivante, en 1982, à la réalisation d'une compilation auto-produite entre les groupes (à laquelle viendra s'ajouter No Pub) et surtout à la réalisation de nombreuses fêtes et concerts. Premier gros concert avec Stiff Little Fingers à Orléans. Pour se faire un résumé de ces années, il suffit d'écouter les titres enregistrés dans le local au milieu des amis. En 1982, le groupe entre en studio L'oreille cassée de Tours et y enregistre les titres No SS (deux versions), Armée nationale, Thatcher Dracula et Révolution (qui restera inédit), et c'est à la fin de l'année que sort Apocalypse Chaos.
En mai 1983, ils reviennent en studio et enregistrent les chansons J.R. (qui sortira cette même année sur les compilations Chaos en France), C'est ton problème, Il faudra bien qu'un jour tout change et Sympa les gros bras. Ces quatre titres sortiront l'année suivante sur l'EP Il faudra bien qu'un jour tout change au label Chaos Productions. L'année se termine avec l'arrivée de Fonfon (ancien No Pub) à la seconde guitare. 
En 1984, ils participent aux compilations Chaos en France 2 (avec la chanson Putain de vie), France Profonde (avec Syphilis m'était contée), et Welcome to 1984 (avec No S.S. - Alternate). Cette même année, Kidnap participe au Chaos Festival qui montre une réelle scission entre punks et skinheads d'extrême-droite ; le groupe décide de jouer sa chanson No SS, ce qui provoque la colère des skins dans le public. Le groupe se sépare en 1991.
Kidnap revient en 2002. Le 18 octobre 2009, le groupe participe au festival Holidays in the Rain. Le groupe est annoncé pour les 20 et 27 septembre 2014 aux 20 ans du Chato’Do.
En 2019 Djey remplace Aldo.

## Membres

### Membres actuels
- Nicolas - guitare
- Fabrice - basse
- Fredo - chant
- Fonfon -Guitare
- Djey - batterie

### Anciens membres
- Aldo - batterie

## Discographie

### Album studio
- 1986 : Kidnap

### Singles et EP
- 1984 : Il faudra bien qu'un jour tout change (EP ; réédité en 2002 et 2010 comme compilation)
- 1988 : S/T demo (K7)
- 1996 : Hélène (EP)
- 2000 : Révolution

### Compilations
- 2000 : 79-85
- 2004 : 86-89